# Ла-Герш-де-Бретань
Ла-Герш-де-Бретань (фр. La Guerche-de-Bretagne) — коммуна на северо-западе Франции, находится в регионе Бретань, департамент Иль и Вилен, округ Фужер-Витре, центр одноименного кантона. Расположена в 35 км к востоку от Ренна и в 42 км к западу от Лаваля, в 14 км от национальной автомагистрали N157.
Население (2018) — 4 233 человека. 

## Достопримечательности
- Базилика Нотр-Дам XIII-XVI веков, перестроенная в XIX веке; сочетание романского стиля, готики и неоготики
- Девять старинных фахверковых домов XVI-XVII веков, свидетели богатства местных купцов, торговавших пенькой

## Экономика
Структура занятости населения:
- сельское хозяйство — 1,4 %
- промышленность — 29,9 %
- строительство — 3,7 %
- торговля, транспорт и сфера услуг — 40,3%
- государственные и муниципальные службы — 24,7 %

Уровень безработицы (2018) — 9,6 % (Франция в целом —  13,4 %, департамент Иль и Вилен — 10,4 %). 

Среднегодовой доход на 1 человека, евро (2018) — 19 860 (Франция в целом — 21 730, департамент Иль и Вилен — 22 230).

## Демография
Динамика численности населения, чел.

## Администрация
Пост мэра Ла-Герш-де-Бретань с 2020 года занимает Элизабет Гийенё (Élisabeth Guiheneux). На муниципальных выборах 2020 года возглавляемый ею центристский список был единственным.
| Период | Период | Фамилия         | Партия                                       | Примечания                                                                     |
| ------ | ------ | --------------- | -------------------------------------------- | ------------------------------------------------------------------------------ |
| 1977   | 1989   | Эмманюэль Понте | Разные правые Союз за французскую демократию | врач, член Генерального совета департамента, член Регионального совета Бретани |
| 1989   | 2003   | Патрик Лассур   | Объединение в поддержку Республики           | ветеринар, сенатор                                                             |
| 2003   | 2020   | Пьер Депре      | Союз за народное движение Республиканцы      | фермер, член генерального совета департамента                                  |
| 2020   |        | Элизабет Гийенё | Разные центристы                             |                                                                                |

## Галерея

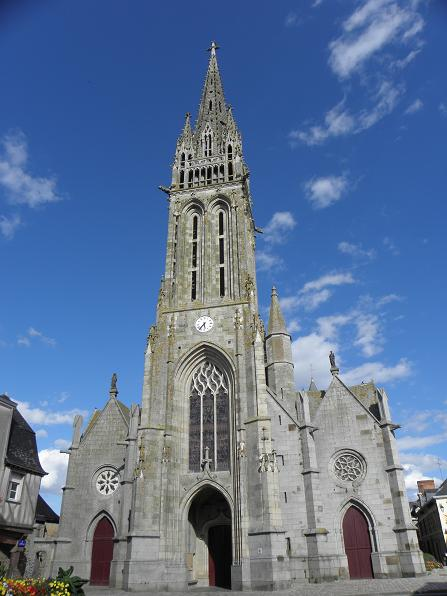
Базилика Нотр-Дам
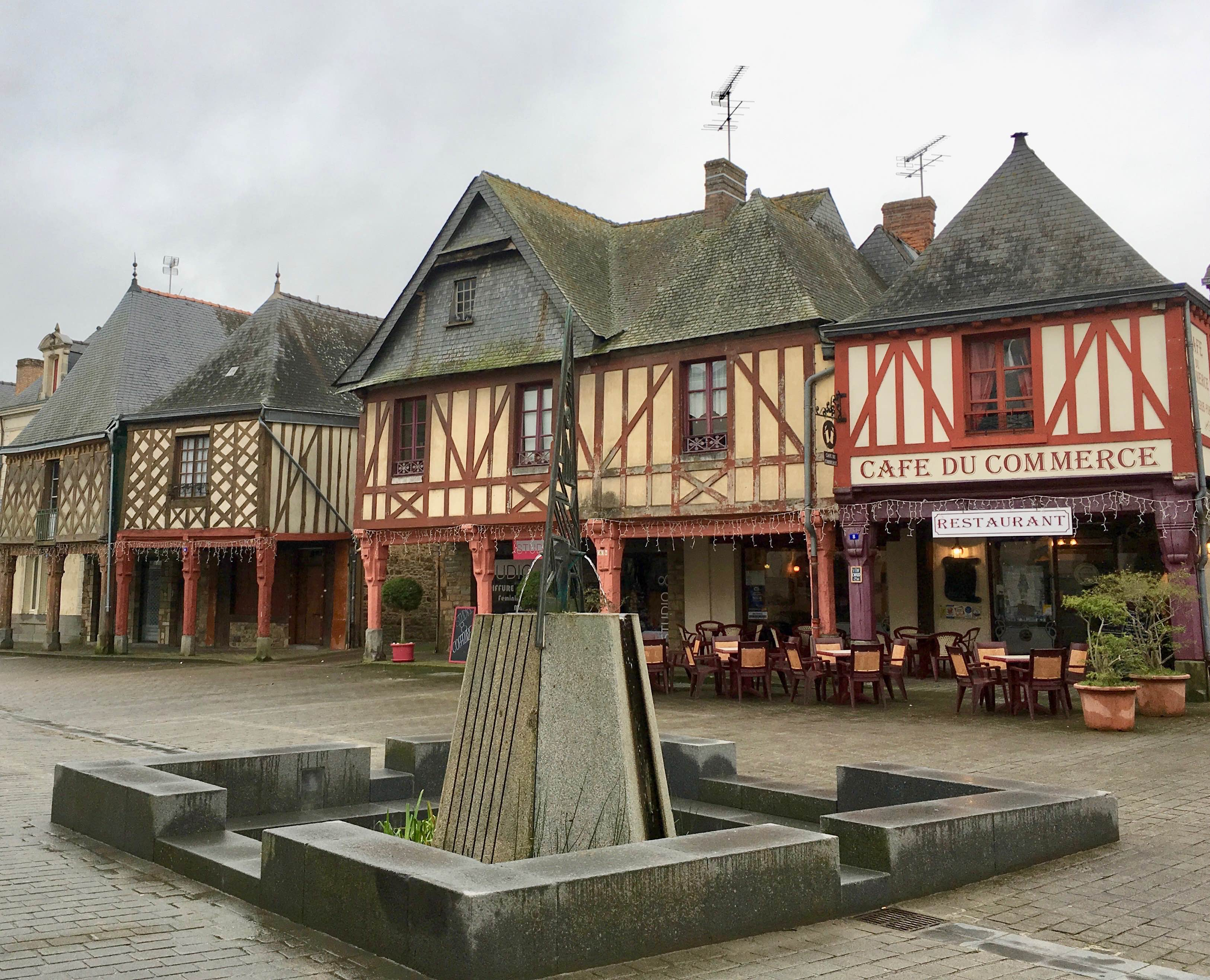
Фахверковые дома в центре коммуны